# Tovrljane
Tovrljane (en serbe cyrillique : Товрљане) est un village de Serbie situé dans la municipalité de Prokuplje, district de Toplica. Au recensement de 2011, il comptait 49 habitants.

## Démographie
| 1948 | 1953 | 1961 | 1971 | 1981 | 1991 | 2002 | 2011 |
| ---- | ---- | ---- | ---- | ---- | ---- | ---- | ---- |
| 759  | 784  | 639  | 373  | 253  | 153  | 90   | 49   |

|  |